# 아키라 (영화)
《아키라》(Akira)는 1988년에 개봉한 일본의 애니메이션 SF 액션 영화이다.

## 줄거리
3차 대전 이후에 재건되어 올림픽을 맞이하는 일본의 수도 네오 도쿄는 건물에서부터 물, 바람까지 인공적으로 이루어졌다. 이와 같은 과학의 발달 뒤에는 전쟁으로 인해 인간성을 상실한 냉정한 인간들이 살고 있었다. 가정과 학교란 존재는 이미 붕괴되었고, 사람들은 흉폭해서 거리를 싸움터로 만들며 파괴를 일삼았다. 이렇게 썩어빠져 가는 사회를 본 소년들은 이같은 사회를 모두 없애버리고 싶다는 충동을 갖게 되고, 그와 같은 역할을 해내는 것이 바로 테츠오라는 소년. 친구들과 오토바이 경주를 하던 폭주족 테츠오는 군의 연구소로부터 빠져나온 초능력개발 실험체와 충돌한 후, 군연구소로 옮겨진다. 인간의 초능력을 연구하는 연구소에서 그는 충돌의 영향으로 자신의 내부에 잠재되어 있던 강력한 힘을 알게 된다. 지금까지 심리적 억압과 현대 사회의 소외 속에서 항상 외로움을 느껴왔던 테츠오는 자신의 잠재된 힘을 스스로 형상화시켜 네오 도쿄를 파괴한다.

## 출연

### 주연
- 이와타 미츠오
- 사사키 노조무

### 조연
- 코야마 마미
- 겐다 테쇼
- 오오타케 히로시
- 키타무라 코이치
- 이케미즈 미치히로
- 후치자키 유리코
- 오쿠라 마사아키
- 아라카와 타로
- 쿠사오 타케시
- 타나카 카즈미
- 가토 마사유키

## 기타
- 원작자: 오토모 가츠히로
- 미술: 에비사와 쿠즈오
- 미술: 이케하타 유지
- 미술: 오노 코지
- 원화: 무타 세이지
- Ass-PD: 미즈오 요시마사